# Kaczok
Kaczok – taniec ludowy znany na Śląsku Cieszyńskim. Taniec tańczony przez cztery pary ustawione na krzyż. Tańcem podobnym do kaczoka był krzyżyk. 